# Hütteneckalm
Die Hütteneckalm ist eine 462 Hektar große Alm in den Gemeinden Bad Goisern und Bad Ischl im österreichischen Bundesland Oberösterreich. Die im Besitz der Österreichischen Bundesforste befindliche Alm liegt östlich der Zwerchwand, im Westteil des Toten Gebirges, in einer Seehöhe von 1240 m ü. A. Die Hütteneckalm ist eine Servitutsalm mit 13 Almbauern. Auf einer Weidefläche von 11 Hektar werden etwa 25 Rinder behirtet. Auf der Alm befinden sich 11 Hütten und ein Bewirtungsbetrieb. Zur Alm führt eine nicht öffentliche Forststraße. Die Hütteneckalm ist bekannt für ihre schöne Aussicht auf das Dachsteingebirge und ein beliebtes Ausflugsziel.

## Geschichte
Die Hütteneckalm wird im Sandlinger Almbrief aus dem Jahr 1669 erwähnt. Dieses Dokument bestätigt die Weiderechte für die Untertanen der Herrschaft Wildenstein, die bereits ab 1566 gültig waren.

## Die Hütteneckalm in der Kunst
In der Biedermeierzeit kamen Landschaftsmaler in das Salzkammergut und an den Dachstein. Friedrich Loos und Ferdinand Georg Waldmüller schufen Werke, die die Hütteneckalm und das Dachsteingebirge zeigen.

## Wanderwege
- Vom Parkplatz Flohwiese
- Vom Berggasthof Predigstuhl über die Rossmoosalm
- Von der Lambacher Hütte